# Olios uniprocessus
Espèce
Olios uniprocessus est une espèce d'araignées aranéomorphes de la famille des Sparassidae.

## Distribution
Cette espèce est endémique de Chongqing en Chine,. Elle se rencontre dans le district de Beibei.

## Description
Le mâle holotype mesure 9,0 mm.

## Systématique et taxinomie
Cette espèce a été décrite par Hu, Zhang et Liu en 2025.

## Publication originale
- Zhang, Niu, Liu, Wang & Hu, 2025 : « Three new species of the genus Olios Walckenaer, 1837 (Araneae, Sparassidae) from southern China. » ZooKeys, vol. 1245, p. 343-356 (texte intégral).